# Klapa

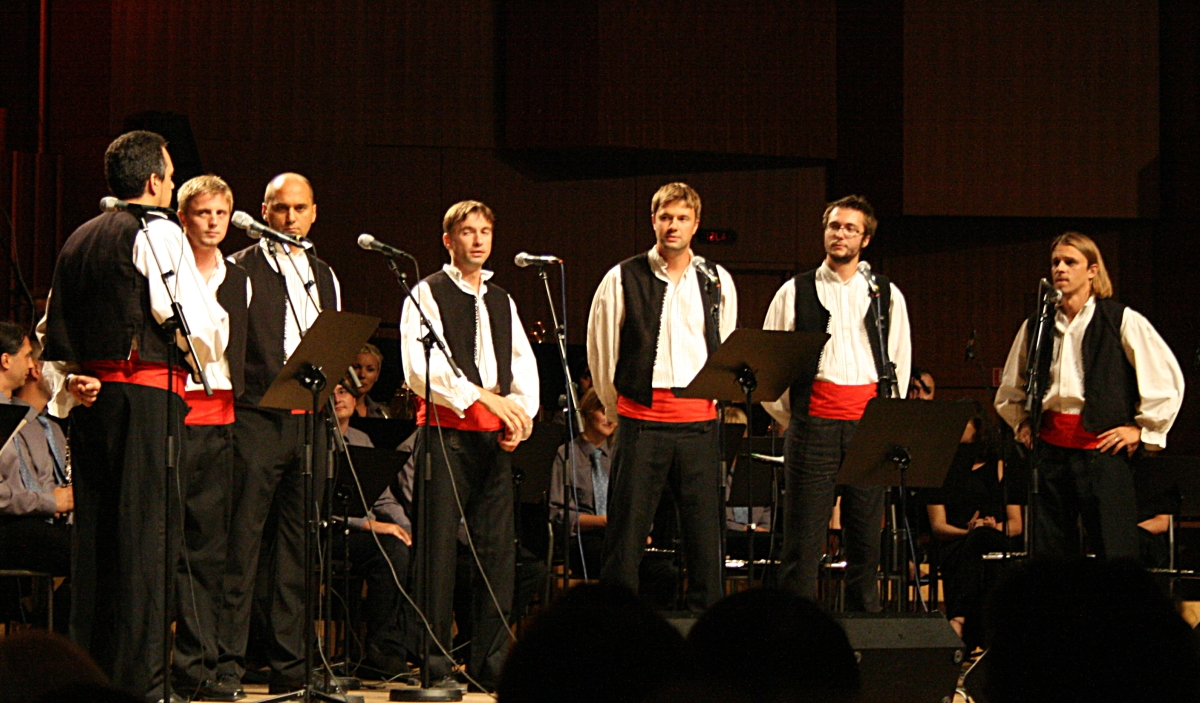
Soubor zpěváků klapy

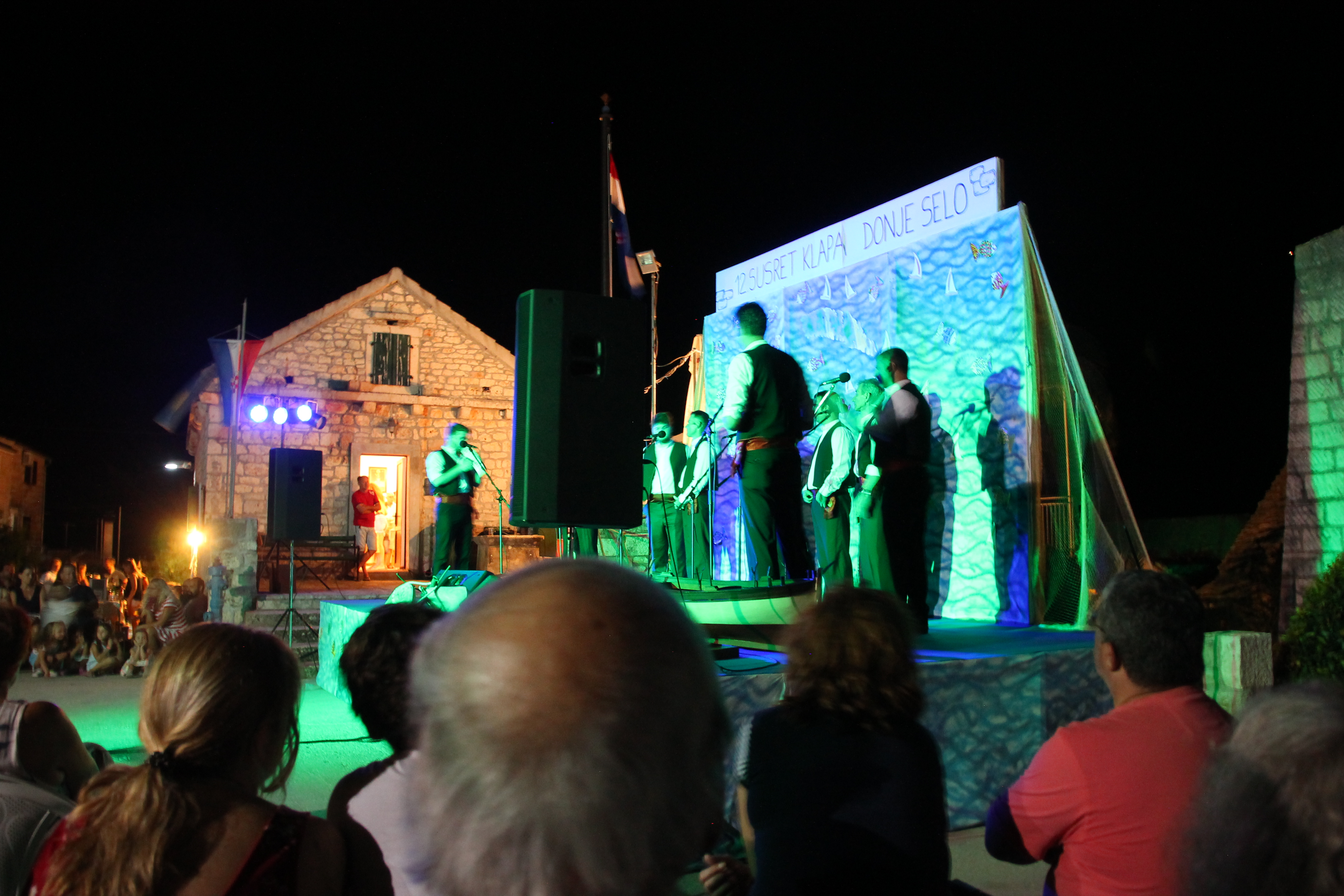
Festival klapy v Donjom Selu na ostrově Šolta

Klapa nebo klapsko pjevanje je styl čtyřhlasého (dva tenory, bas a baryton) mužského zpěvu a cappella, pocházející z Dalmácie. Název „klapa“ původně označoval partu kamarádů, kteří se ve volném čase scházeli ke společnému zpěvu. Styl vznikl v polovině 19. století, byl v počátku ovlivněn chrámovou hudbou, náměty písní jsou však světské, převážně milostné. Pod vlivem turistického ruchu a populární hudby dochází k modifikacím původních tradic: objevují se i ženské a smíšené klapy, zavádí se doprovod kytary nebo mandolíny, překračuje se původní hranice nanejvýš osmi zpěváků a vznikají velké sbory.
V roce 2012 zapsalo UNESCO klapu mezi mistrovská díla ústního a nehmotného dědictví lidstva. Ve městě Omiš se od roku 1967 koná každoročně festival zaměřený na tento žánr. Na Eurovision Song Contest 2013 reprezentovala Chorvatsko s písní „Mižerja“ skupina Klapa s Mora, vytvořená z předních zpěváků klapy. V Chorvatsku existuje okolo čtyř set souborů věnujících se klapě, tento zpěv je také populární mezi příslušníky chorvatské diaspory. 